# Rijksbeschermd gezicht Piaam
Gezicht Piaam is een van rijkswege beschermd dorpsgezicht in Piaam in de Nederlandse provincie Friesland. De procedure voor aanwijzing werd gestart op 3 december 1974. Het gebied werd op 16 december 1977 definitief aangewezen. Het beschermd gezicht beslaat een oppervlakte van 17,5 hectare.
Panden die binnen een beschermd gezicht vallen krijgen niet automatisch de status van beschermd monument. Wel zal de gemeente het bestemmingsplan aanpassen om nieuwe ontwikkelingen in het gebied te reguleren. De gezichtsbescherming richt zich op de stedenbouwkundige en cultuurhistorische waardering van een gebied en wil het toekomstig functioneren daarvan veiligstellen.